# Straight A’s
Straight A's es una película estadounidense de drama y comedia de 2012, dirigida por James Cox y protagonizada por Ryan Phillippe, Anna Paquin y Luke Wilson.

## Argumento
Después de una década entrando y saliendo de rehabilitación el fantasma de su madre convence a Scott (Ryan Phillippe) para que regrese a casa, a la familia que abandonó. Tras recoger su bolsa de pasillas y marihuana se lanza a la carretera con su caballo de regreso a Shreveport, a donde llega con la intención de arreglar las cosas con su hermano (Luke Wilson) y su hijo. Desafortunadamente en su camino se interpone Katherine (Anna Paquin), la mujer de su hermano, que además fue su novia del instituto. Su reunión le llevará a momentos de tensión sexual y de malentendidos que supondrán la destrucción y reconstrucción de las relaciones familiares.

## Reparto
| Actor              | Personaje       |
| ------------------ | --------------- |
| Anna Paquin        | Katherine       |
| Ryan Phillippe     | Scott           |
| Luke Wilson        | William         |
| Powers Boothe      |                 |
| Riley Thomas       |                 |
| Stewart Charles    |                 |
| Ursula Parker      | Gracie          |
| Tess Harper        | Madre           |
| Amparo Garcia-Crow | Louisa          |
| Josh Meyers        | Jason           |
| Christa Campbell   | Dana            |
| Simone Levin       | Carla Winetrobe |
| Whitney Able       | Lizzy           |
| Liz Mikel          | Enfermera Viola |

## Producción
La película originalmente se iba a llamar "The Last Time I Made Straight A's" e iba a ser dirigida por Tommy O’Haver. En 2011, tras un proceso de preproducción muy discreto, se anunció que finalmente el título se acortaría, la dirección recaería en James Cox y los actores serían Ryan Phillippe, Anna Paquin y y Luke Wilson.
La cinta fue grabada en verano de 2011 en Luisiana para ser estrenada en marzo de 2013 en EE. UU a través de Millennium Entertainment.